# Гостиці (містечко)
Гостиці (рос. Гостицы) — містечко  у Сланцевському районі Ленінградської області Російської Федерації.
Населення становить 6 осіб. Належить до муніципального утворення Гостицьке сільське поселення.

## Історія
Згідно із законом від 1 вересня 2004 року № 47-оз належить до муніципального утворення Гостицьке сільське поселення.

## Населення
1. Н/Д[2]

1. Н/Д[3]